# Småtjärnarna (Åre socken, Jämtland, 706449-133555)
Småtjärnarna är en sjö i Åre kommun i Jämtland och ingår i Indalsälvens huvudavrinningsområde.